# Texas Pacifico Transportation
La Texas Pacifico Transportation Ltd (TXPF) è una compagnia ferroviaria statunitense, di proprietà del Grupo México, in servizio nel Texas occidentale. Gestisce la South Orient Rail Line, una linea ferroviaria nata dall'accordo tra il Dipartimento dei trasporti del Texas e la Texas Pacifico Transportation Ltd. Ha iniziato le sue operazioni nel marzo del 2001.
La South Orient Rail Line parte da San Angelo Junction (vicino Coleman) e termina a Presidio, nel Texas, vicino al confine con il Messico. La linea, partendo da San Angelo Junction, attraversa San Angelo e Alpine. Sono in corso degli investimenti per migliorare il tracciato dell'Excepted.
La Texas Pacifico incontra la BNSF Railway e la Fort Worth and Western Railroad a San Angelo Junction e la Union Pacific Railroad ad Alpine. Lo scambio ferroviario con la Ferromex avviene a Presidio sul Presidio-Ojinaga International Rail Bridge, chiuso temporaneamente il 29 febbraio 2008 in seguito a un incendio. Il ponte è stato riaperto più tardi dopo i lavori di manutenzione, con l'autorizzazione da parte dell'U.S. Customs and Border Protection (CBP).